# Protochauliodes dubitatus
Protochauliodes dubitatus är en insektsart som först beskrevs av Walker 1853.  Protochauliodes dubitatus ingår i släktet Protochauliodes och familjen Corydalidae. Inga underarter finns listade i Catalogue of Life.